# 恐怖主义

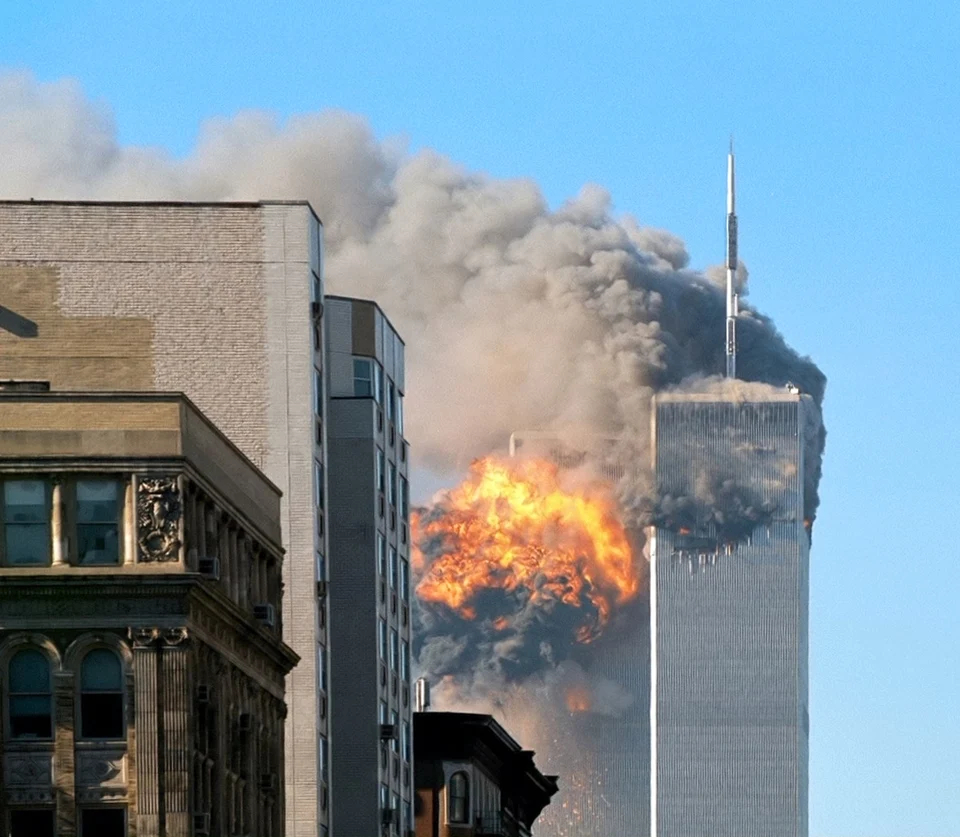
2001年9月11日，在美國紐約。美國聯合航空公司175號航班擊中世貿中心南塔

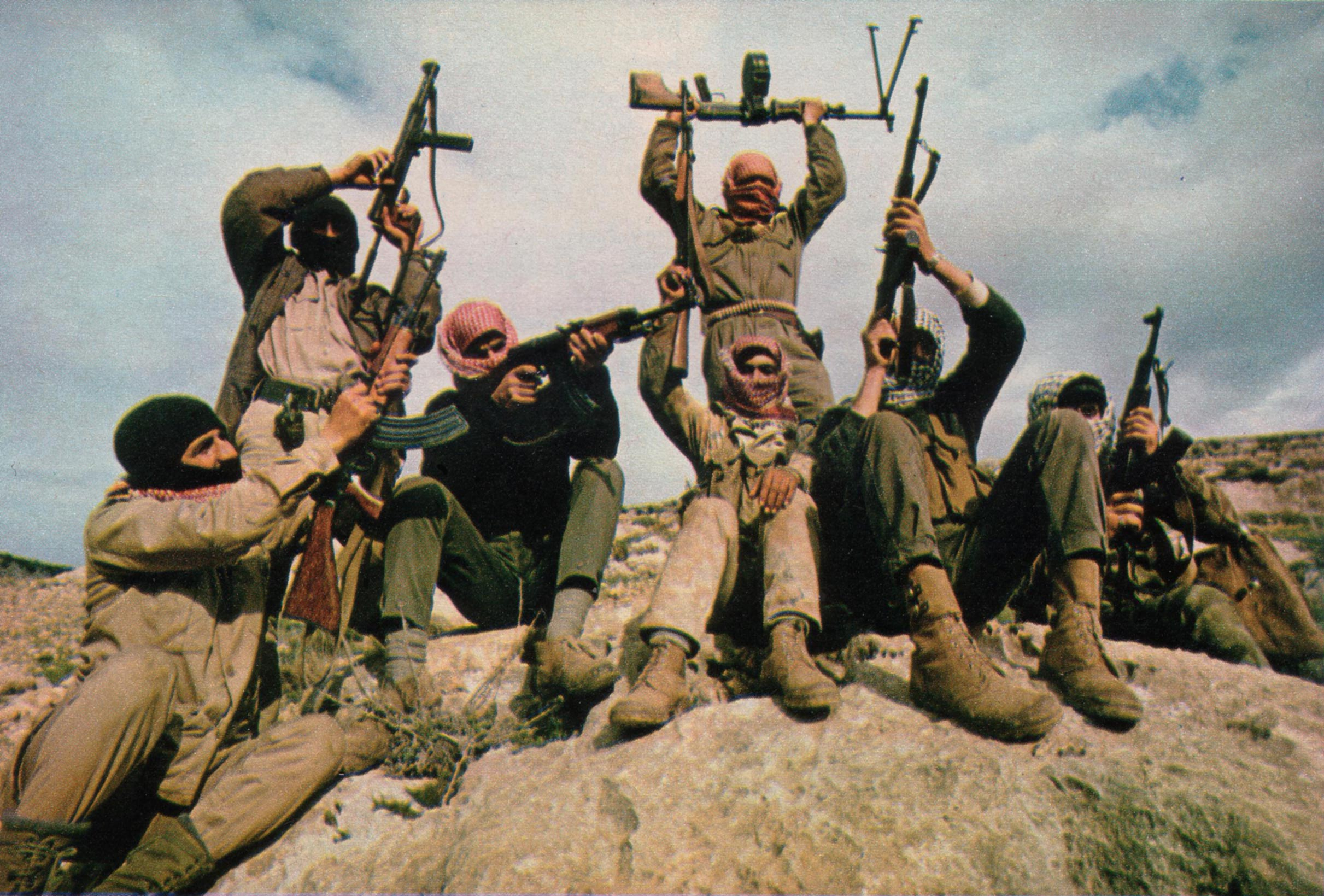
中東解放巴勒斯坦人民陣線的游擊隊被美國定義為恐怖組織之一

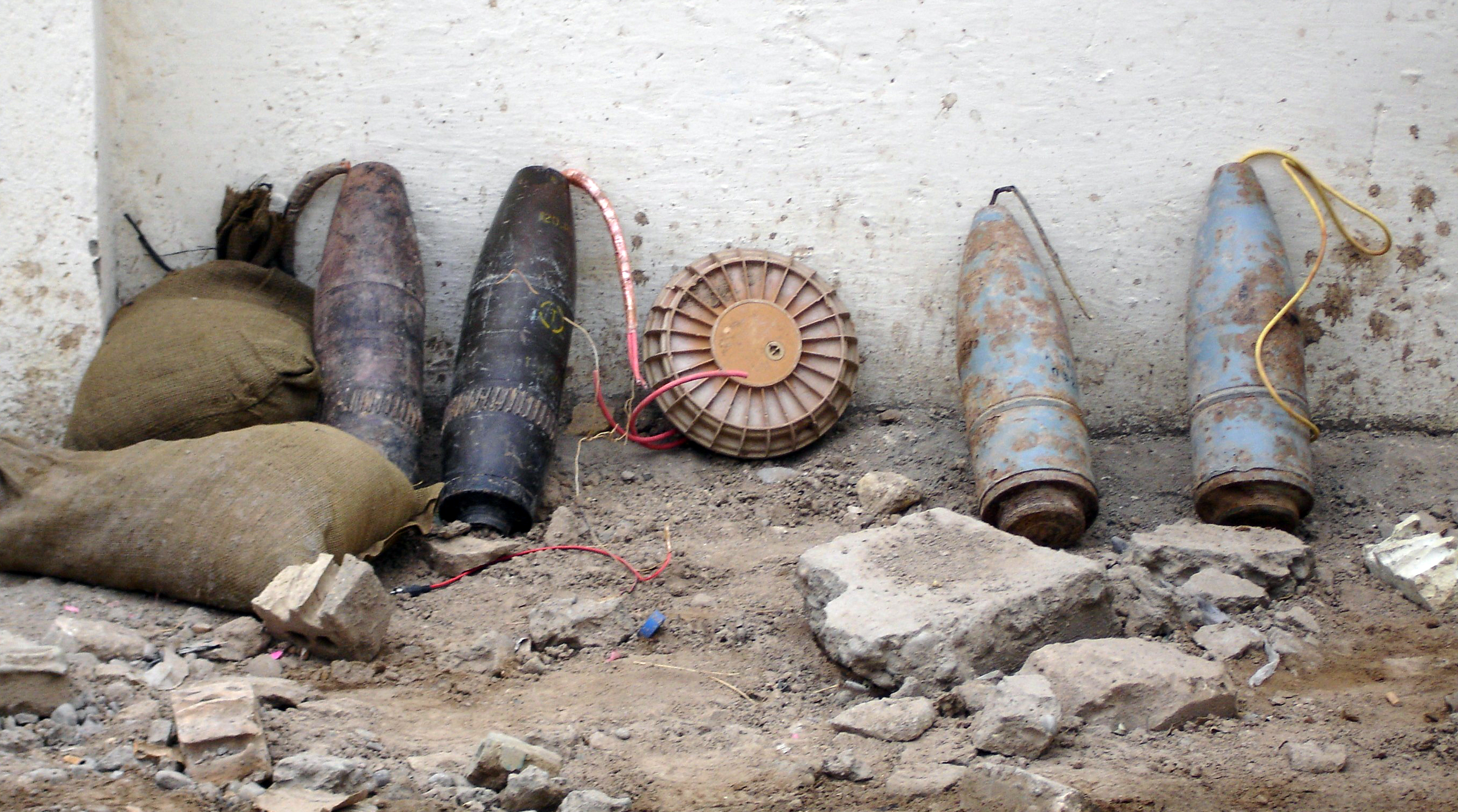
伊拉克警察在巴格達發現簡稱IED的简易爆炸装置（2005年7月）

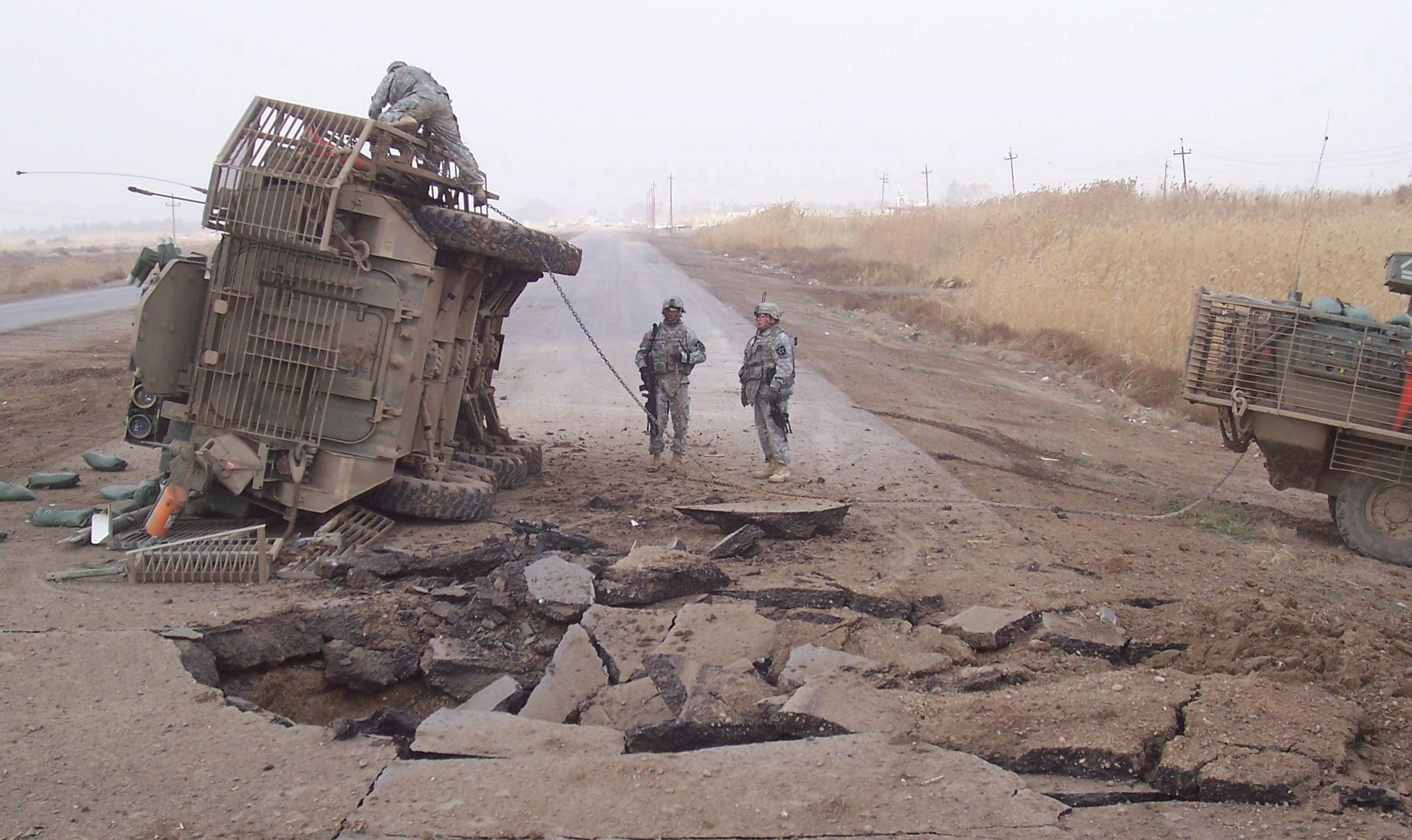
伊拉克2007年被简易爆炸装置炸毀的史崔克裝甲車

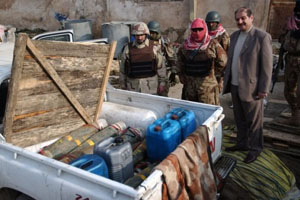
裝置在卡車上的简易爆炸装置

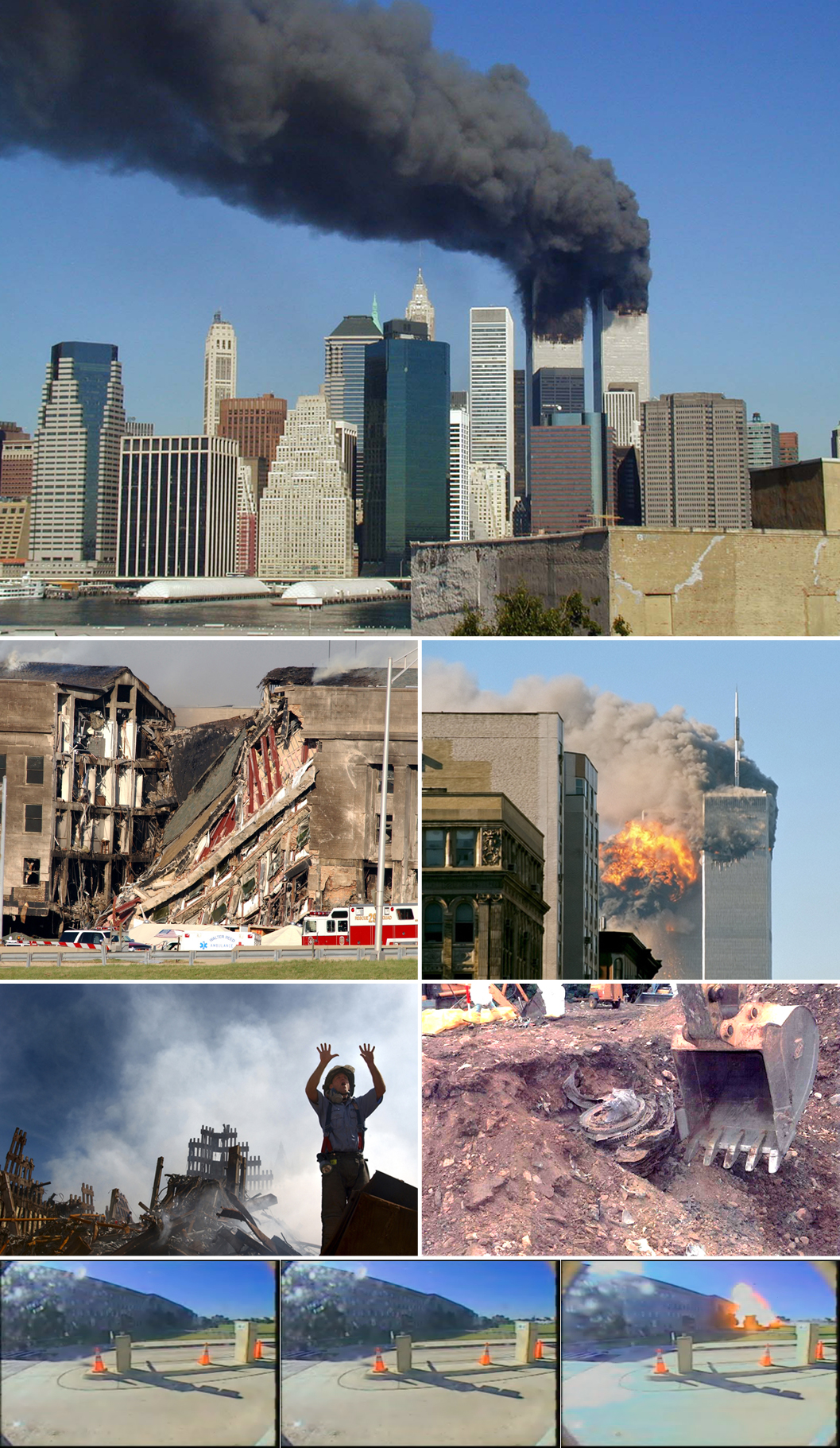
九一一袭击事件

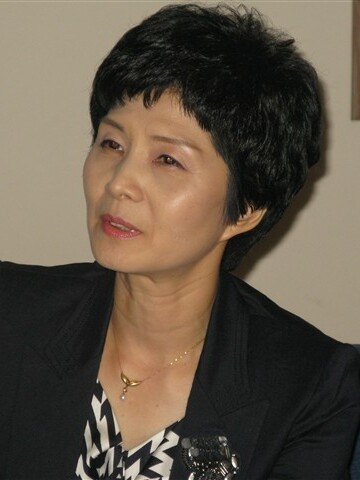
金賢姬，前恐怖分子，曾参与大韩航空858号班机空难，后因作为见证对主权犯罪国家朝鲜民主主义人民共和国参与恐怖活动的关键证人被总统卢泰愚特赦并免除死刑

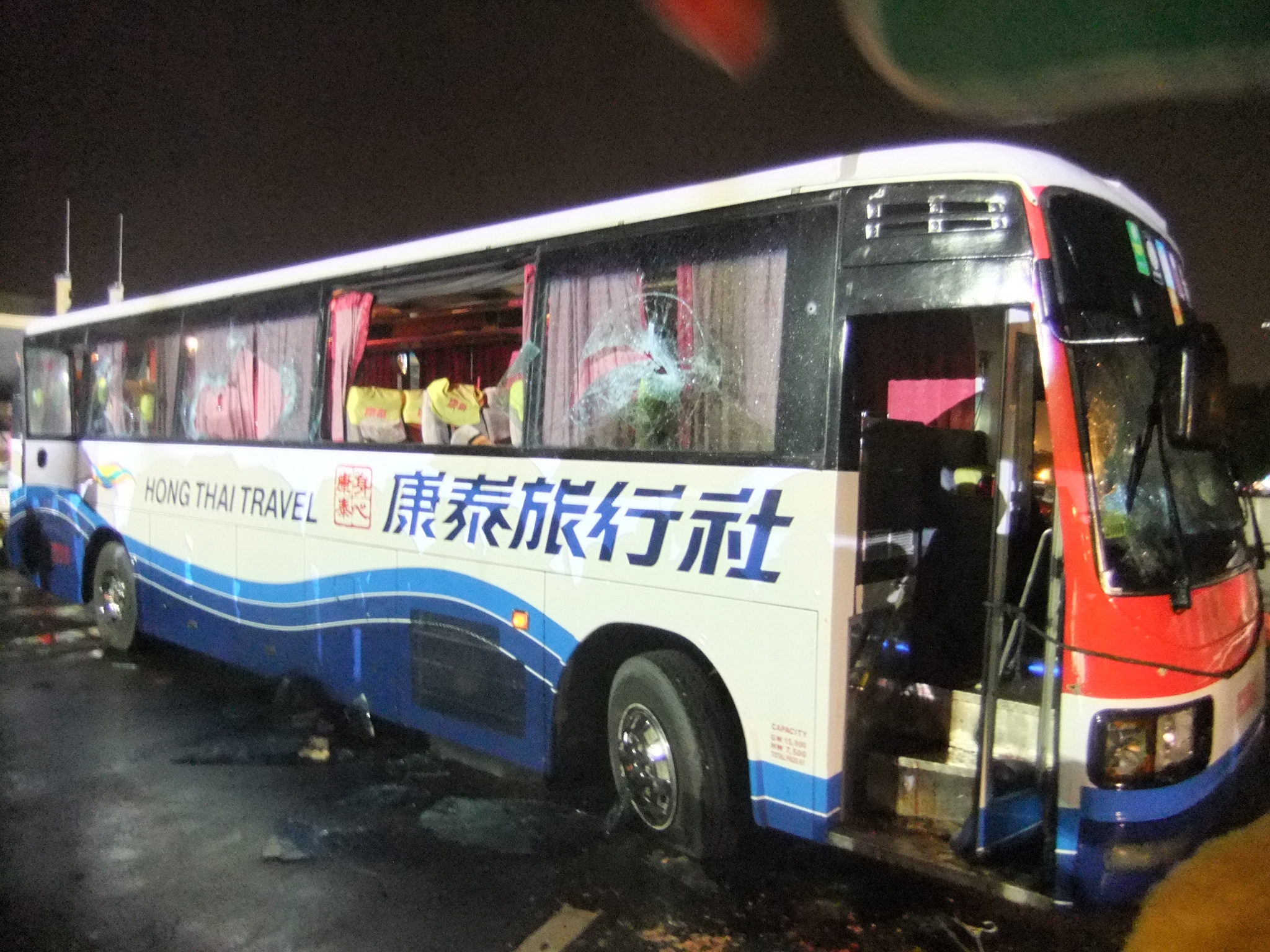
馬尼拉人質事件中遭挾持的康泰旅行社旅遊巴

恐怖主義是指一種為了達成宗教、政治或其他意識形態上的目的而故意攻擊非戰鬥人員（平民）或無視他們的安危，有意製造恐慌的暴力行為之思想。各國在刑事法律上對恐怖主義的定義都不一致。恐怖主義並非特定族群或社會的現象。
有些定義還將非法的暴力和戰爭包括在內。一般來說，犯罪組織以相似的手段來勒索保護費或執行沉默守則並不被視為恐怖主義，不過如果由具有政治動機的組織來實施這些行動也有可能被視為恐怖主義。
「恐怖主義」一詞帶有政治及情感上的含意，其精確的定義便更難以辨識，從學術研究上可以找到上百個恐怖主義的定義。恐怖主義的概念具備爭論性，因為國家當局可用以將政敵或其他對手非法化，從而使國家武裝部隊可理直氣壯地打擊敵人（這種武力行為可能會被敵國描述為恐怖活動）。
恐怖主義由廣域的政治組織實行以達成他們的目的，這些政治組織包括左翼及右翼政黨、民族主義團體、宗教團體、革命分子及當權的政府。他們之間的共同點是他們會不惜肆意向非戰鬥人員使用暴力來為團體、思想或個人爭取注意。

## 語源
英語的「恐怖」（Terror）一詞來自拉丁语動詞「terrere」，即「懼怕」的意思。在公元前105年，「terror cimbricus」一詞是當辛布里戰士逼近羅馬時用以形容羅馬的緊急狀態和忙亂的狀況。法國大革命時期雅各賓派援引此例實施恐怖統治。在雅各賓派失勢後，「恐怖分子」一詞成為了貶義。雖然恐怖統治是由政府施行的，但現代的「恐怖主義」通常是指私人團體對無辜者的濫殺，以吸引媒體注意。這可追溯至谢尔盖·涅恰耶夫，他自稱為「恐怖分子」，他在1869年成立了俄羅斯恐怖組織「民意党」，这一组织和其继承者、社会革命党战斗队（此外还包括大量的无政府主义者）策划了大量的刺杀、爆炸行动，目标是沙俄的将军、大臣、省长乃至沙皇本身，“恐怖分子”一词在沙俄知识分子阶层之中也就成为褒义词，即便在十月革命之后，持不同意识形态的布尔什维克政府仍给这些恐怖分子以很高评价。
|  | 当今，俄罗斯的知识分子只能用恐怖手段来捍卫自己的思想权利。十九世纪造就了恐怖，这是质疑精神力量和正义意识见强的少数派唯一能采取的自卫方式。——亚历山大·乌里扬诺夫 |

2004年11月，聯合國秘書長的一份報告形容恐怖主義是「意圖使平民或非戰鬥人员死亡或受到嚴重身體傷害以達到恫嚇人民或脅迫政府實行或取消某些行動」的行為。

## 定義
恐怖主義的定義一直引起爭議，各種法律體制和政府機構在他們的國家法規當中對恐怖主義採用不同的定義。國際社會對恐怖主義罪行定義一致性的進程一直停滯不前，這是基於「恐怖主義」一詞含有政治和情感意味。安格斯·馬丁就這一點向澳洲議會說明“國際社會一直未能就恐怖主義建立一套可被接納、全盤的定義。在1970至1980年代，聯合國曾經試圖對此作出定義，但成員國對民族解放和民族自決所引起的衝突而使用暴力的情況上有分歧，最終不了了之。”
這些分歧使聯合國不能訂立包含單一、全面、具法律約束力的恐怖主義定義在內的《關於國際恐怖主義的全面公約草案》。不過，國際社會己採納了一系列的部級公約，列明各種恐怖活動的定義及就此立法管制。自1994年，聯合國大會再三以這樣的言詞譴責恐怖活動：「企圖引起公眾恐慌的犯罪行動，不管是個人還是團體為追求政治目的而從事這些行為都是不可接受的，不管其背後的性質是政治、意識形態、哲學、種族、宗教等都不能使之合法化」。
著名學者布魯斯·霍夫曼評論道：
|  | 不僅是同一個政府組織裡的部門不能就恐怖主義的定義達成共識，專家及其他在這個領域享負盛名的學者也不能就此達成一致意見。阿萊克斯·施密德在他的權威研究《政治恐怖主義：調查指引》裡動用了約一百頁的文字測試逾百種恐怖主義的定義，試圖找出一個可被廣泛接納、合理全面的解釋。在經歷了四年及出版了第二版後，施密德仍未能達到目的，他在修改版本裡的第一句便明言「仍在尋找適當的定義」。沃爾特·拉克爾對於施密德未能在他的重要著作裡找到恐怖主義的定義感到失望，並指要麼尋找恐怖主義的定義是不可能，要麼就是不值得這樣做。 |

不過，霍夫曼也認為恐怖主義的一些主要特徵是可以辨識的，他提出將恐怖份子與其他罪犯作出區分，也將恐怖主義與其他犯罪作出區分，結果得出恐怖主義是：
- 不可避免地以政治為目的或動機
- 訴諸暴力或揚言要訴諸暴力
- 計劃要對目標或受害人以外的人物或團體造成深遠的心理影響
- 由具備可被識別的指揮系統及隱蔽細胞系統的組織指揮行動，其成員穿著制服或佩戴可被識別的徽章
- 由亞國家組織或非國家行為者干犯[24]

馬歇爾歐洲安全研究中心的卡斯滕·博克施泰特提出的定義強調了出恐怖主義的心理和策略層面：
|  | 恐怖主義是不對稱衝突當中的政治暴力，通過暴力使他人受害或破壞非戰鬥目標（有時是具標誌性的事物）來試圖引起恐慌及心理上的畏懼（有時是無差別的）。這些指揮行動的隱蔽非法組織意在傳達信息。恐怖主義的目標是要透過暴力的表述在傳媒面前曝光以達到最佳的宣傳效果，以影響目標觀眾及達到短期或中期的目的，並進一步追求長期的最終目的的。 |

戰略與國際研究中心的沃爾特·拉克爾提到「恐怖主義唯一廣被認可的特質是涉及暴力行為或其武力威脅」。不過這說法並未為恐怖主義提供一個可用的定義，因為恐怖主義的許多暴力行為並不視為恐怖主義，如戰爭、暴動、有組織犯罪，甚至是普通的襲擊。不涉及人命傷亡的財物毀壞一般不被視為暴力罪行，但地球解放陣線和動物解放陣線卻將財物毀壞形容為暴力和恐怖主義。
恐怖襲擊通常以這種手段將心理影響的程度和受影響的時間提到最高，恐怖主義的每次行動都是一個「演出」，影響許多的觀眾。恐怖份子會襲擊國家的標誌性物件，以展示威力及試圖動搖敵對國家的根基，這對政府有負面的影響，反之能提升操縱恐怖活動的恐怖組織的聲望及其意識形態。
恐怖主義通常帶有政治目的，如同抗議和寫信一樣，恐怖主義也是一種政治手段，當激進分子認為別無他法去達成目的的時候便會採取這種手段。他們認為如果訴求無法得到實現會比平民傷亡帶來更嚴重的後果。宗教與恐怖主義便因此經常連上關係，當政治鬥爭融入在宗教的框架裡，例如祖先故土及聖城的控制權（以色列、耶路撒冷），而政治目的的失敗便會變成宗教上的失敗，這比起他們失去生命或平民失去生命來得更嚴重。
通常來說，恐怖主義的受害人被當成目標不是因為他們是威脅，而是因為他們是恐怖份子眼中特定的「象徵、工具、人物」。他們的受害讓恐怖份子散播恐慌的目的得以達成，使他們的訊息得以傳達開去，達成他們的宗教及政治訴求。
一些官員及政府機構以行動的合法性或不法性來定義恐怖主義。在這個定義下，如果在政府的規範下，一般被視為恐怖主義的行動也會因此而變得不被認為是恐怖主義。如在政府的許可下實施炸彈襲擊以爭取支持不會被視為恐怖主義。這種尺度的定義產生了不少問題，不是被一致地被接納，因為這個定義否定了國家恐怖主義的存在。這些行動會否被視為恐怖主義取決於其背後是否得到國家支持。「法定」和「合法」可以是主觀的，政府的觀點具決定性的作用。
在各種定義當中，有些定義並沒有考慮到平民在被佔領地區使用合法暴力的可能性。另一些定義認為抵抗運動的暴力行為無差別地傷害平民或非戰鬥人員才被視為恐怖組織，區分出合法和非法的暴力行為。據學者阿里·卡恩所說，這種區分是從政治上作出判斷。
與之有關連但又不完全相等的是暴力非國家行為者，語義包括恐怖份子，但並不包括國家恐怖主義。根據聯邦調查局，恐怖主義是指非法對人物或財產實施暴力以恫嚇或威逼政府、平民，以促成其政治或社會目的。
《中华人民共和国反恐怖主义法》认为恐怖主义，是指通过暴力、破坏、恐吓等手段，制造社会恐慌、危害公共安全、侵犯人身财产，或者胁迫国家机关、国际组织，以实现其政治、意识形态等目的的主张和行为。
香港法例第575章《聯合國（反恐怖主義措施）條例》對恐怖主義有清楚定義，指作出懷有達致以下結果的意圖而進行，或該恐嚇是懷有作出會具有達致以下結果的效果的行動的意圖而進行的行動，這些行動包括：針對人的嚴重暴力、對財產的嚴重損害、危害其他人的生命、對公眾人士健康或安全造成嚴重危險、嚴重干擾或嚴重擾亂電子系統、基要服務、設施、公共或私人系統，以及包括意圖是強迫特區政府或國際組織，或是為推展政治、宗教或思想上的主張而作出的行動。

## 貶義
「恐怖主義」及「恐怖份子」二詞帶有強烈的負面意思，常用作政治標籤，以譴責實施暴力或暴力威脅的行為者不道德、恣意妄為和不當，又可用以譴責某類群體。被反對者標籤為「恐怖份子」的人們甚少自視為恐怖份子，他們通常以其他的詞彙或與其狀況關聯的詞語形容自身，如分離分子、自由鬥士、解放者、革命分子、民團、好戰分子、準軍事部隊、游擊隊、武裝起義、愛國者或在各種語言和文化當中其他相似的詞語。聖戰、聖戰者、費達因（Fedayeen，「敢死隊」）來自阿拉伯語。衝突雙方都以「恐怖份子」來形容對方是頗尋常的。
關於特定的恐怖活動如殺害平民在特定的情況下是否可不被視為罪惡，哲學家提出了不同的觀點。學者大衛·羅丁指出，事實上「破壞非戰鬥人員豁免條約的害處，被認為大於恐怖活動追求的正面影響」，但功利主義哲學家可設想到不能以道德途徑追求的良好影響超過恐怖主義所帶來的罪惡的情況。非功利主義哲學家邁克爾·沃爾澤表明恐怖主義只在一種情況下在道德上成立：當「國家和社群面臨完全毀滅的嚴峻威脅而唯一求存的辦法是要故意針對非戰鬥人員，這在道德層面上是可取的」。
布魯斯·霍夫曼所著的《恐怖主義內幕》解釋了「恐怖主義」一詞為何會被曲解：
|  | 至少在某種意義上，所有人都同意「恐怖主義」是貶義詞。這詞在本質上帶有負面含義，用以指稱敵人或反對者。恐怖主義專家布賴恩·詹金斯提到：「甚麼是恐怖主義？這似乎是取決於觀點與角度。採用這詞隱含道德批判的意味，如果某方成功將對手標籤做『恐怖份子』，這就間接地說服他人接納他們的道德觀」，因此以「恐怖份子」來稱呼某人或標籤某組織無可避免地是完全出於主觀，很大程度上取決於對象人物、團體或因素是否反對對象或同情對象。如果某人被視為暴力的受害者，那麼該行為便是恐怖主義，但如果作案者的行為讓人更為同情，那便不是恐怖主義了。 |

「恐怖主義」的負面含義可用「吾之蜜糖，彼之毒藥」這個格言概括起來。舉例說明，一個採用非正規軍事形式的組織聯合一個國家去對付共同的敵人，但後來與盟國的關係轉差並採用同樣的手段對付原來的盟友。在第二次世界大戰期間，馬來西亞人民抗日軍與英軍結盟抗日，但在馬來西亞危機時，繼承「抗日軍」衣缽的馬來亞人民解放軍為了追求獨立，被英國烙上「恐怖份子」的標籤。更近期的例子是，美國總統里根及其他政府官員在對抗蘇聯的阿富汗戰爭期間往往以「自由鬥士」來稱呼聖戰者，而在二十年後阿富汗人抵抗他們認為是外國傀儡的政權時，他們的襲擊行動被小布什視為「恐怖主義」。被指奉行恐怖主義的團體自然更傾向採納反映其軍事活動合法或其意識形態的詞彙。渥太華卡爾頓大學的加拿大情報及安全研究中心主任、研究恐怖主義的學者馬丁·魯德納將「恐怖活動」定義為因追求政治和意識形態目的而向平民發動的襲擊，他又說：
|  | 雖說「吾之蜜糖，彼之毒藥」，但這非常令人誤解，它會去評估恐怖活動的合法性。無論如何，即使如何冠冕堂皇的理由，發動恐怖活動的就是恐怖主義。 |

一些組織在牽涉到「自由」抗爭時被西方政府或媒體稱為「恐怖份子」，後來抗爭成功而作為國家領導人卻被相同的組織稱為「政治家」，包括諾貝爾獎得主梅納赫姆·貝京及納爾遜·曼德拉。另外，美國共和黨人莎拉·佩林及美國副總統喬·拜登指維基解密創辦人朱利安·阿桑奇是「恐怖份子」。
有時一些互為盟友的國家可因歷史、文化及政治因素而在看待特定人物或組織是恐怖份子的問題上出現分野。如多年來美國一些政府部門不視愛爾蘭共和軍的成員為恐怖份子，但愛爾蘭共和軍運用各種方法對抗美國的親密盟友英國，故英國視之為恐怖主義。
基於這個原因或其他原因，媒介也盡量小心使用恐怖主義一詞以維持公正的聲譽。
此外，亦要看到學界近年來備受討論『國家恐怖主義』，例如，某國是否有權用原子彈殺害100萬平民。如果某國認為3000人的死亡就是恐怖主義，按照此道理，100萬平民死亡，應說是史上最大規模『國家恐怖主義』案例。

## 种类
在1975年初，美國國家司法研究所就刑事司法準則與目標成立國家諮詢委員會，在委員會寫作的五冊著作當中，其中一冊名為《動亂與恐怖主義》，由動亂與恐怖主義的特別工作組所著，他們將恐怖主義的種類分為六類。
- 內亂－干擾和平、安全及社會正常運作的集體暴力行為。
- 政治恐怖主義－為了追求政治目的而計劃在社會制造恐慌的暴力犯罪行為。
- 非政治恐怖主義－不以政治目的為前提的恐怖主義，顯示出「其有意的制造高度恐慌，最終為了爭取個人或集體利益，但沒有政治上的意圖」。
- 類恐怖主義－暴力犯罪行為的附屬品，其形式及表達方式類似真正的恐怖主義，但缺乏其要素。它的主要目的並非要引起恐慌，但類恐怖主義利用恐怖份子的形式及技巧以達成相似的結果[78]。例如在逃的重罪犯脅持人質就是類恐怖主義，模式與恐怖主義類同，但目的卻大相逕庭。
- 有限政治恐怖主義－真正的政治恐怖主義採取革命的形式進行，有限政治恐怖主義是指「以意識形態或政治為動機的恐怖活動，但其活動並非是要奪取國家的控制權」。
- 國家恐怖主義－「指以恐怖或壓迫手段進行統治的國家，其程度與恐怖主義相若」，又可指由政府為了追求其政治目的或其外交政策而進行恐怖活動。

## 動機
攻擊「合作者」是用以恫嚇人民，削弱人民跟國家的合作關係。愛爾蘭、肯亞、阿爾利亞、塞浦路斯及美國的獨立戰爭都採用過這個方法。
攻擊知名度高的象徵目標是用以撼動目標國家的反恐活動，使其人民趨向兩極化。基地組織在2001年9月用這些方法襲擊美國。這種襲擊也用以吸引國際的注意力以爭取支持，如1970年的道森機場劫機事件及1975年荷蘭的南摩鹿加人質劫持事件。
俱樂部模型認為會發展出恐怖主義的原因之一，是由於特定宗教互助組織掌握過多重要資源，為了避免太多人想來瓜分這個資源，必須透過激進化來排除只享受資源卻不付出的人。

## 民主與國內恐怖主義
民主政治與國內恐怖主義的關係非常複雜，有人认为恐怖主義在中度政治自由的國家最普遍，而在高度政治自由的國家最不普遍。不過，有研究發現自殺式的恐怖份子卻是例外，有證據顯示這種恐怖主義的自殺行動會以有一定程度政治自由的國家為對象。另外，有研究亦指1980年代至1990年代對恐怖份子的忍讓增加了這種自殺式襲擊的頻率。
非民主政治國家的恐怖主義包括西班牙弗朗西斯科·佛朗哥時期的埃塔、秘魯阿爾韋托·藤森時期的光明之路、土耳其軍人執政時期的庫爾德工人黨及南非種族隔離時期的非洲人國民大會。
民主國家擁護公民自由，在這種國家裡發生恐怖活動會使之陷入兩難：維持其公民自由但可被認為無力應對這種問題；限制公民自由但違背其支持公民自由的主張。因此，前任中央情報局主任邁克爾·海登認為本土恐怖主義開始造成更大的威脅。一些社會理論家認為這種兩難正好合了恐怖份子的意思，以貶損目標國家。 

### 引用
1. ↑  . U.S. Government Publishing Office.   [7/4/2021]. （原始内容存档于2021-09-20） （英语）. the term “terrorism” means premeditated, politically motivated violence perpetrated against noncombatant targets by subnational groups or clandestine agents;
2. ↑  Marja Letho. . MARTINUS NIJHOFF PUBL. 2009: 23-24  [2021-07-03]. ISBN 9004178074.
3. ↑  Marja Lehto. . Martinus Nijhoff Publishers. 2009年: 第83頁. ISBN 9004178074 （英语）.
4. ↑  Angus Martyn. . Australian Law and Bills Digest Group, Parliament of Australia Web Site. 12-02-2002  [2011-05-07]. （原始内容存档于2009-04-29） （英语）.
5. ↑  Thalif Deen. . ipsnews.net. 2005-07-25  [2011-05-07]. （原始内容存档于2011-06-11） （英语）.
6. ↑  The Honourable Peter Milliken. . House of Commons Debates (PDF). HOUSE OF COMMONS, PARLIAMENT OF CANADA. 2001-09-18. （原始内容存档 (PDF)于2021-06-21） 使用|archiveurl=需要含有|url= (帮助).
7. ↑  B. Saul. . Netherlands International Law Review. 2005, 52: 57–83 （英语）.
8. 1 2  Inside Terrorism，第32頁
9. ↑  Jeffrey Record.  (PDF). Strategic Studies Institute.   [2011-05-07]. （原始内容存档 (PDF)于2011-05-09） （英语）.
10. ↑  Alex P. Schmid、Albert J. Jongman. . Transaction Pub. 2005年. ISBN 1412804698 （英语）.
11. 1 2 3 4  Geoffrey Nunberg. . San Francisco Chronicle. 2001-10-28  [2011-05-07]. （原始内容存档于2011-08-04） （英语）.
12. ↑  Elysa Gardner. . USATODAY.com. 2008-12-25  [2011-05-07]. （原始内容存档于2009-02-09） （英语）.
13. ↑  . Encyclopædia Britannica.   [2011-05-07]. （原始内容存档于2011-05-09） （英语）.
14. ↑  Charles L. Ruby.  (PDF). 2002  [2011-05-07]. （原始内容 (PDF)存档于2011-07-25） （英语）.
15. 1 2  Kim Campbell. . The Christian Science Monitor. 2001-09-27  [2011-05-07]. （原始内容存档于2012-03-04） （英语）.
16. ↑  Robert Mackey. . NYTimes.com. 2009-11-20  [2011-05-07]. （原始内容存档于2011-06-12） （英语）.
17. ↑  Martha Crenshaw. . Penn State Press. 1995年: 第77頁. ISBN 0271010150 （英语）.
18. ↑  Karl Marx、Nick Soudakoff. . Resistance Books. 2001年: 第211頁. ISBN 1876646039 （英语）.
19. ↑  红轮，第二卷，第62页
20. ↑  United Nations. . un.org. 2005-03-21  [2011-05-07]. （原始内容存档于2007-04-27） （英语）.
21. ↑  Jörg Friedrichs. . Routledge. 2008年: 第53頁. ISBN 041540892X （英语）.
22. ↑  . United Nations. 09-12-2004  [2011-05-08]. （原始内容存档于2011-06-04） （英语）.
23. ↑  Inside terrorism，第34頁
24. ↑  Inside terrorism，第41頁
25. ↑  Carsten Bockstette.  (PDF). George C. Marshall Center Occasional Paper Series. 2008  [2011-05-09]. ISSN 1863-6039. （原始内容存档 (PDF)于2011-07-19） （英语）.
26. ↑  Thomas Albert Gilly、Yakov Gilinskiy. . Charles C Thomas Publisher. 2009年: 第30頁. ISBN 039807867X （英语）.
27. ↑  Steven W. Schneider. . Everything Books. 2006年: 第125頁. ISBN 1593375832 （英语）.
28. ↑  Ronald Bailey. . Hit & Run : Reason Magazine. 06-02-2009  [2011-05-09]. （原始内容存档于2011-06-07） （英语）.
29. ↑  Daniel Schorn. . CBS News. 2006-06-18  [2011-05-09]. （原始内容存档于2011-05-24） （英语）.
30. ↑  Bruce Hoffman. . The Atlantic. 06-2003  [2011-05-10]. （原始内容存档于2011-05-07） （英语）.
31. ↑  Rick Hampson. . USATODAY.com. 07-06-2009  [2011-05-10]. （原始内容存档于2011-02-06） （英语）.
32. ↑  Terror in the mind of God: the global rise of religious violence，第125-135頁}}
33. ↑  . washingtonpost.com. 12-06-2009  [2011-05-11]. （原始内容存档于2012-04-07） （英语）.
34. ↑  James E. White. . Cengage Learning. 2008年: 第42頁. ISBN 0495553220.
35. ↑  Perfect enemy: the law enforcement manual of Islamist terrorism，第24頁
36. ↑  Alexander Stille. . The New York Times. 2003-05-31  [2011-05-11]. （原始内容存档于2013-05-13） （英语）.
37. ↑  Perfect enemy:
the law enforcement manual of Islamist terrorism，第25頁
38. ↑  Terror in the mind of God: the global rise of religious violence，第127-128頁
39. ↑  Georg Meggle. . ontos verlag. 2005年: 第135頁. ISBN 3937202684 （英语）.
40. ↑  Walter Enders、Todd Sandler. . Cambridge University Press. 2006年: 第6頁. ISBN 0521851009 （英语）.
41. ↑  . cambridge.org.   [2011-05-16]. （原始内容存档于2011-05-14） （英语）.
42. ↑  . dictionary.reference.com.   [2011-05-16]. （原始内容存档于2009-02-11） （英语）.
43. ↑  . Online Etymology Dictionary.   [2011-05-16]. （原始内容存档于2009-01-16） （英语）.
44. ↑  Larry A. Burchfield. . John Wiley and Sons. 2009年: 第24頁. ISBN 0471793337 （英语）.
45. ↑  Jacques Heynan. . Lulu.com. 2008年: 第17頁. ISBN 1409231143 （英语）.
46. ↑  Ali Khan. . SSRN.   [2011-05-17]. （原始内容存档于2011-05-14） （英语）.
47. ↑  Barak Mendelsohn. . Review of International Studies. 2005, 31 (1): 45–68 （英语）.
48. ↑  Paul M. Maniscalco、Hank T. Christen. . Jones & Bartlett Learning. 2010年: 第3頁. ISBN 0763757853 （英语）.
49. ↑  . 新华社. 2015-12-27  [2016-03-06]. （原始内容存档于2016-01-29）.
50. ↑  . 電子版香港法例.   [2019-10-12]. （原始内容存档于2019-09-15） （中文（香港））.
51. ↑  Bob Thompson. . washingtonpost.com. 01-05-2005  [2011-05-18]. （原始内容存档于2012-04-08） （英语）.
52. ↑  . B'Tselem. 2008-01-13  [2011-05-18]. （原始内容存档于2011-03-17） （英语）.
53. 1 2  Paul Reynolds. . BBC NEWS. 2005-09-14  [2011-05-18]. （原始内容存档于2011-02-08） （英语）.
54. 1 2  David Rodin. . Edward Craig  (编). . Routledge. 2006年 （英语）.
55. ↑  Peter Steinfels. . New York Times. 01-03-2003  [2011-05-18]. （原始内容存档于2013-05-13） （英语）.
56. ↑  Inside terrorism，第32頁
57. ↑  Raymond Bonner. . he New York Times: Books. 01-11-1998  [2011-05-18]. （原始内容存档于2013-01-15） （英语）.
58. ↑  . Britannica Online Encyclopedia.   [2011-05-19]. （原始内容存档于2011-06-12） （英语）.
59. ↑  Chris Clark. . Australian War Memorial. 2003-06-16  [2011-05-19]. （原始内容存档于2007-06-08） （英语）.
60. ↑  Meredith L. Runion. . Greenwood Publishing Group. 2007年: 第112頁. ISBN 0313337985 （英语）.
61. ↑  . Georgewbush-whitehouse.archives.gov. 2002-01-29  [2011-05-19]. （原始内容存档于2011-05-07） （英语）.
62. ↑  . Georgewbush-whitehouse.archives.gov. 09-02-2006  [2011-05-19]. （原始内容存档于2011-08-15） （英语）.
63. ↑  Sudha Ramachandran. . Asia Times. 12-11-2004  [2011-05-19]. （原始内容存档于2009-03-12） （英语）.
64. ↑  Alex Perry. . TIME. 2005-09-26  [2011-05-19]. （原始内容存档于2009-03-11） （英语）.
65. ↑  . canada.com. 2007-01-17  [2011-05-19]. （原始内容存档于2011-02-27） （英语）.
66. ↑  Theodore P. Seto.  (PDF). 1946-07-23  [2011-05-19]. （原始内容存档 (PDF)于2009-03-01） （英语）.
67. ↑  . BBC News. 1998-04-21  [2011-05-19]. （原始内容存档于2012-04-08） （英语）.
68. ↑  Eqbal Ahmad. . Monthly Review. 2001-01-01  [2011-05-19]. （原始内容存档于2012-02-05） （英语）.
69. ↑  Lord Desai. . parliament.the-stationery-office.co.uk. 03-09-1998  [2011-05-19]. （原始内容存档于2007-03-11） （英语）.
70. ↑  Richard Black. . BBC NEWS. 2005-09-17  [2011-05-19]. （原始内容存档于2011-02-08） （英语）.
71. ↑  . BBC News. 2011-01-28  [2011-05-19]. （原始内容存档于2011-05-18） （英语）.
72. ↑  Martin Beckford. . Telegraph. 2010-11-30  [2011-05-19]. （原始内容存档于2011-03-13） （英语）.
73. ↑  Ewen MacAskill. . The Guardian. 2010-12-19  [2011-05-19]. （原始内容存档于2011-05-27） （英语）.
74. ↑  Henry Morgenstern、Ophir Falk. . John Wiley and Sons. 2009年: 第5頁. ISBN 0470087293 （英语）.
75. ↑  . guardian.co.uk.   [2011-05-19]. （原始内容存档于2011-05-14） （英语）.
76. ↑  . BBC. 10-2010  [2011-05-19]. （原始内容存档于2011-12-30） （英语）.
77. ↑  National Advisory Committee on Criminal Justice Standards and Goals. . National Advisory Committee on Criminal Justice Standards and Goals. 1976年 （英语）.
78. ↑  . New York Times. 1988-02-02  [2011-05-21]. （原始内容存档于2013-05-13） （英语）.
79. ↑  Berman, Eli; Iannaccone, Laurence.  (PDF). Cambridge, MA. 2005-10  [2023-11-29]. doi:10.3386/w11663. （原始内容存档 (PDF)于2018-06-02） （英语）.
80. ↑  Berman, Eli; Laitin, David. . Cambridge, MA. 2008-01.
81. ↑  Alvin Powell. . harvard.edu.   [2011-05-21]. （原始内容存档于2015-09-19） （英语）.
82. ↑  Bruce Hoffman. . The Atlantic. 06-2003  [2011-05-21]. （原始内容存档于2011-05-14） （英语）.
83. ↑  Robert A. Pape. . American Political Science Review. 2003, 97 (3): 1–19.
84. ↑  Lisa Abend. . TIME. 2009-06-31  [2011-05-21]. （原始内容存档于2011-02-14） （英语）.
85. ↑  . The New York Times. 2009-03-18  [2011-05-21]. （原始内容存档于2012-01-28） （英语）.
86. ↑  . BBC On This Day.   [2011-05-21]. （原始内容存档于2011-08-13） （英语）.
87. ↑  Jordy Yager. . The Hill's Blog Briefing Room. 2010-07-25  [2011-05-21]. （原始内容存档于2010-09-26） （英语）.
88. ↑  Martha Crenshaw. . Penn State Press. 1995年: 第467頁. ISBN 0271010150 （英语）.